# クー・クラックス・クラン
クー・クラックス・クラン（英: Ku Klux Klan、略称：KKK）は、アメリカの秘密結社、白人至上主義団体。

## 概説
「白人至上主義団体」とされるが、正確には「北方人種至上主義」（ノルディック・イデオロギー）で、主に黒人、アジア人、ヒスパニック、ユダヤ人などの他の人種の市民権に対し異を唱え、同様にカトリックや、同性愛者の権利運動、フェミニズムなどに対しても反対の立場を取っている。
マニフェスト・デスティニーを掲げ、プロテスタントのアングロ・サクソン人（WASP）などの北方系の白人のみがアダムの子孫であり、唯一、魂を持つ、神による選ばれし民として、他の人種から優先され隔離されるべきである、と主張する選民思想団体。
名前の由来はギリシャ語の「kuklos（円環、集まりの意）」の転訛と英語の「clan（氏族、一族）」を変形させたものと言われる。別の説として、ライフル銃の操作音を字体化したという説もある。
アーサー・コナン・ドイルの短編『オレンジの種五つ』で紹介され世に広まった。団員は「クークラクサー」、もしくは「クランズマン」と呼ばれた。
白装束で頭部全体を覆う三角白頭巾を被りつつデモ活動を行う集団として世間で認知されている。

## 歴史

### 起源（第1のKKK）

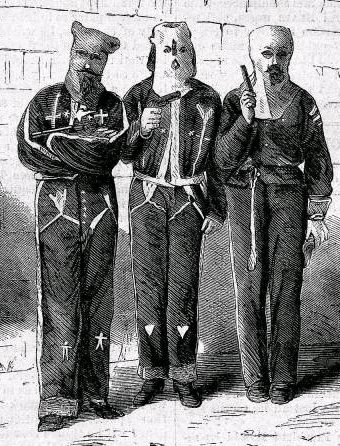
初期のKKKメンバーを描いた絵

「第1のKKK」は、南北戦争終結後の1865年12月24日、テネシー州プラスキにて、南部連合のネイサン・ベッドフォード・フォレストを含む6人の退役軍人によって設立されたと一般に考えられており、KKKの側もその様に喧伝する傾向にある。しかし、実際にはこれ以前から同様の組織は存在したとされ、また活動内容も南軍の退役軍人達で作られた「交遊会」であって、最初から政治団体として結成された訳ではなかったといわれる。19世紀のアメリカでは結社を結成することが流行し、アメリカ人の5人から8人のうち1人の割合でなんらかの結社に加入していた。
初期のメンバーはボール紙で補強された顔を覆う三角巾と丈長のガウンを身に着けたが、色や模様は決まっておらず、相互確認のためのホイッスルを携帯した。この扮装は、当時流行していた、夜道で通行人を驚かせるいたずら目的に着用されたものだった。
会員が増えるにつれ、他の秘密結社と同じく神秘的な儀礼と独特な呼称を持つ位階が定められた。結社の噂は周辺地域に広がり、1867年ごろからメンバーが急速に増えていった。
徐々に政治活動を開始した際にも主要な目標は旧連合国（南部）に対して、合衆国政府が行っていた事実上の占領統治（リコンストラクション）への反対が中心であった。
やがて反奴隷解放も主張に加えられるようになり、白い布で作った装束を身にまとって黒人の居住区を練り歩くという嫌がらせ行為を行うようになった。元は軽いからかいとしての行動に過ぎなかったが、白人の復讐を恐れていた黒人達は白装束の集団に恐れをなして家の中に逃げこんでしまった。これに味を占めた団員の一部は示威行為を度々繰り返すようになり、評判を聞きつけた南部の人種主義者達が「第1のKKK」への加盟を望む動きが生まれ、民主党最右翼の人種差別過激派として保守的な白人の支持を集め始めていく。
それでもこの時点でのKKKには後に見られるような「反ユダヤ」などの民族主義は無く、あくまで人種主義が思想の中核であった。その為、南部陸軍軍医総監だったサイモン・バルークらユダヤ人のメンバーも存在していた。また最初の時点でのKKKは「黒人を懲らしめる」「躾け直す」という理屈で行動しており、必ずしも暴力行為を伴う訳ではないデモ活動などを基本としていた。だが次第に過激化し始めた彼らは白装束で街を巡回し、彼らが独断で決めた時刻以外に外出する黒人を鞭で叩いたり、夜中に「ナイトライダー」と呼ばれる、馬に乗った団員が現れ、脅迫、暴行を加えるようになった。更にこれに批判的な白人までもが敵として暴力を振るわれ、投票権を行使しようとした黒人が殺害される事件まで発生する。
1867年夏、KKKはナッシュビルで開催された大会の後に著しい成長を遂げ、この大会で指導者としてフォレストが推薦され、「グランド・ウィザード（Grand Wizard、総司令。直訳では「大魔導士」）」の称号を与えられた。1868年には団員数が55万人を超えたと言われている。しかし暴力的傾向が強まっていくKKKに嫌気が差したフォレストは「当初の栄誉ある、また愛国的目的から外れ、大衆の安寧に貢献するよりも有害になっている」として、1869年にクランの解散を宣言し、また社会的義務を果たせる人物であればアフリカ系アメリカ人の社会進出にも賛同した。だが、メンバーの大半はその解散宣言に従わず活動を継続した。1871年には遂に政府から非合法のテロリスト集団と認定され、摘発が開始された。
フォレストら南部連合の有力者が離れた後も独自活動を続けていた「第1のKKK」であったが、警察だけでなく占領地に駐留する軍部隊による鎮圧も行われ、勢力再建は困難であった。また自由黒人だけでなく北部人への抵抗を主張し、南部でも厄介者として扱われる彼らの勢力は大きく伸張する事はなかった。そもそもこの時代には奴隷解放を主導した合衆国政府も自由黒人への全面的な市民権を認めるつもりはなく、レコンストラクションは南部諸州が合衆国連邦に忠誠を誓う事と、奴隷制度の廃止を定着させる事、戦費を回収する事などが要点に置かれていた。
カーペットバッガー（北部の役人、政治家）やスキャラワグ（占領に協力する南部人）ら南部共和党が主導する戦後処理は1877年まで続き、ラザフォード・ヘイズ政権下で北部諸州の軍と政治家はそれぞれの州へと撤収して統治権を南部諸州へ返還した。同年から南部諸州で南部共和党の州政権が次々と解体され、南部民主党が復権を果たした。南部復興の中でも奴隷制は完全廃止が維持されたが、白人と黒人の「分離」という形式をとった実質的な差別法制（いわゆるジム・クロウ法）が南部各州の州法という形で制定され、人種的な対立は継続した。最終的にかかる差別的法制を正当化する法理（いわゆる「separate but equal」ドクトリン）が連邦最高裁で合憲とされた（プレッシー対ファーガソン裁判）。
非合法化と軍や警察の摘発に加え、レコンストラクションの終焉によって存在意義を失った「第1のKKK」はやがて自然消滅した。

### 第2のKKK

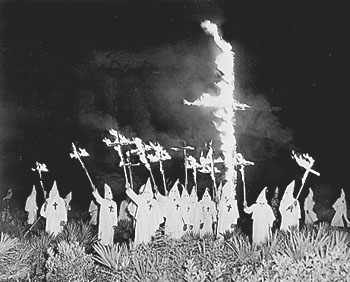
1923年に行われたリレーでの第2のKKKメンバー

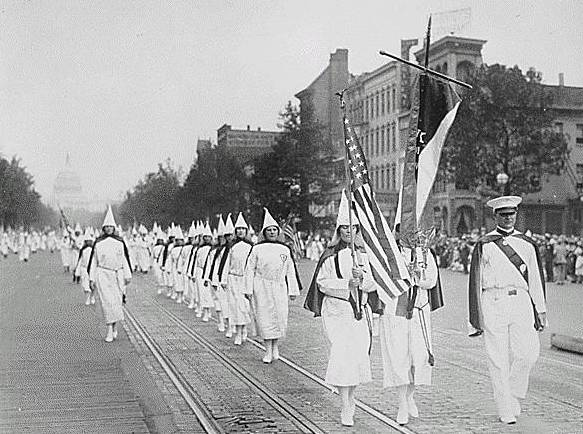
ペンシルベニア通り（ワシントンD.C.）を行進するKKKメンバーら。1928年撮影

第一次世界大戦の勃発はアメリカ国内にナショナリズムの高揚をもたらすと同時に、ドイツ・トルコ・スラブ・ユダヤなどの移民と移民を祖先とするエスニック集団に対する排外主義を高めた。
1915年のアトランタで「神のお告げ」を聞いた白人の伝道師ウィリアム・ジョセフ・シモンズ (William Joseph Simmons) により「第2のKKK」が誕生する。アメリカの第一次世界大戦への参戦と同時にKKKは反ドイツ主義を前面に出し、スパイを摘発する情報組織として活動した。敵国出身の移民から「アメリカ人」を守る愛国者団体であることを強調したKKKは、仮想の危機で人々を煽って会員を増やしていく。
戦争を経て5000人規模の組織となった第2のKKKは、アメリカ南部のノスタルジア、愛国心、騎士道、倫理観を守ることに焦点を当てた。
第2のKKKは「黒人を躾ける」とした以前のKKK以上に強硬的な過激派として活動し、その思想も従来の黒人差別のみならず有色人種全体の排撃を主張した。人種主義に加えて民族主義や宗教色も強まり、セム人種ユダヤ系やムスリムも攻撃の対象としたKKKは白人貧困層の絶大な支持を集め、幾つかの州では少なからぬ政治的影響力を持つに至った。他にカトリック教徒や共産主義者も攻撃対象とされた。1923年にはオクラホマ州だけで2,500件以上の暴行事件を起しており、放火や殺人が日常的に行われた。暴力行為も凄惨の限りを尽くし、両手を攻撃、縄で縛って列車に轢かせる、焼印を押すなど残虐さを極めた。
こうした動きに乗る形で伝統的にKKKの勢威が強かった南部の州のみならず中西部のテネシー州やオレゴン州、それにオクラホマ州ではKKKの構成員もしくはKKKに対して好意的な政治家らが州政府を支配するなど合法的な進出を果たし、インディアナ州ではKKKの構成員エドワード・L・ジャクソン (Edward L. Jackson) が州知事にまでなっている。一方ではこの当時影響力を有していたKKKを自己の選挙に利用するために擦り寄る者もおり、後の大統領ハリー・トルーマンもそのためにこの当時KKKに加入していた(しかし、後に彼は､アフリカ系アメリカ人公民権運動をアメリカ大統領として初めて支持する大統領となる)。また、ウォルト・ディズニーもKKKに金銭的支援を行っていた。この当時（1925年頃）が KKK の絶頂期であり（英語版のWikipediaによれば構成員は600万以上）、1928年には構成員数万人を動員してワシントンD.C.でデモ行進を行った。このデモ行進が皮肉にもKKKが行った最後の大規模な行動となる。
KKKの拡大に気を良くしたのか、アラバマ州などで一部の構成員がKKKが控えていた過激な活動を再開する。離婚した女性に制裁を加えたり、人種の枠を超えて行動していた白人や黒人にリンチを加えたり、あまつさえ売春宿など「倫理的ではない」建物を襲撃するに及んで、州の保守エリート層から手痛い反撃を食らってしまう。この反撃の結果、アラバマ州におけるKKKの構成員数は1930年には30,000人程度まで低下する。今までKKKを支持、もしくは容認していたアメリカの保守層もこれらの事件を機にKKKに対して距離を置くようになる。そして、当時のKKK指導者が強姦と殺人で有罪判決を受けたことが決定打となり、「第2のKKK」は一気に崩壊した。
| 年   | 会員数    |
| ---- | --------- |
| 1920 | 4,000,000 |
| 1924 | 5,000,000 |
| 1930 | 30,000    |
| 1970 | 2,000     |
| 2000 | 3,000     |
| 2006 | 8,000     |

#### 凋落

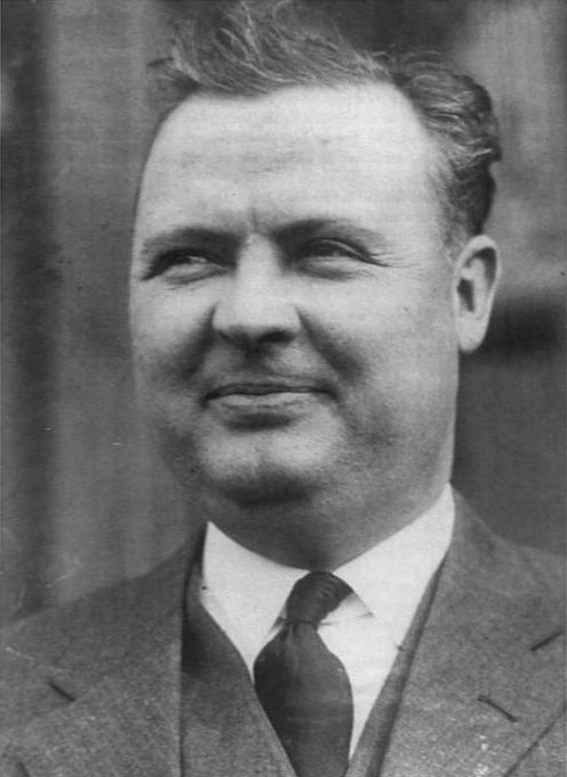
デイビッド・カーティス・スティーブンソン（1922年）

KKKの凋落は、1925年3月15日に当時KKKの指導者的な立場にあったデイビッド・カーティス・スティーブンソンが起こした事件が契機となっている。当時この事件はかなりセンセーショナルなものであり、この事件に対する裁判の結果がKKK崩壊のきっかけとなった。また、スティーブンソンが禁酒法賛成論者で、キリスト教的「女性らしさ」を支持すると公言していたことが逆風となった。
事件の経緯は以下の通りである。犯人のスティーブンソンがインディアナ州の女性教師マッジ・オーベルホルツァーを拉致し、シカゴ行きの汽車に連れ込み（スティーブンソンは自分専用の客車を持っていた）、無理やり酔わせ、強姦し、さらに全身を噛んだ。インディアナポリスに戻った後、スティーブンソンは自分の家からオーベルホルツァーを解放する。去り際に彼女は「必ず法があなたを裁くでしょう！」と言ったがそれに対してスティーブンソンは笑いながら「私が法律だよ」と言ったという。
帰宅後オーベルホルツァーは治療を受けたが、スティーブンソンに連れ回されていた間に自殺しようと飲んだ塩化水銀の影響で既に手遅れの状態であった。彼女は死ぬ前（3月28日）にスティーブンソンを告発し、4月14日に腎不全により死去した。しかし、仮に彼女が自殺を試みるために塩化水銀を飲み干していなくても、おそらく感染症で死んだだろうとも言われている。後に彼女を診察した医師は、彼女の体を見て「まるで狼の群れに襲われたようだ」とコメントした。
彼女の証言を元にスティーブンソンは起訴される。スティーブンソン（及び彼の弁護士）は、彼女の死は自殺であり自分とは関係ないと主張するが、司法は第2級殺人罪（アメリカで言う「計画的ではないが故意による殺人罪」）と認定、終身刑を宣告する。
この事件によるKKKのイメージ悪化で、インディアナ州の場合、1928年には18万人もいたメンバー数が1930年には4,000人にまで激減する。
当時のインディアナ州知事はKKKのメンバーで、スティーブンソンが積極的に支持することによって当選できたエドワード・L・ジャクソンだった。この事からスティーブンソンは特赦か減刑を期待していたとされるが、ジャクソンはそれを拒否。怒ったスティーブンソンは1927年にKKKから賄賂を受け取っていた州職員のリスト（ジャクソンを含む）を公表し、州職員の怒りを買った。その結果、インディアナ州政府からKKK色は一掃される事になり、全国的な影響力は大きく低下した。ジャクソン知事本人も前知事を買収しようとした容疑で訴追され、有罪にはならなかったものの「買収しようとしていたことは事実である」と認定された。
世界恐慌時代には休眠状態だったが、第二次世界大戦にアメリカ合衆国が参戦したことによって、黒人の兵士や労働者の地位向上が見られるようになり、戦後の公民権運動に繋がった。そのことに危機感を覚えた者たちによって復活するが、白人至上主義団体も乱立しており、かつての勢いは取り戻せなかった。

### 第3のKKK
第二次世界大戦後、KKKはアメリカ南西部で労働者階級を主体として息を吹き返したが、統率力に欠け、影響力の低い組織だった。1964年にミシシッピ州フィラデルフィアで、地元警察と結託したKKKが3名の公民権運動家（ジェイムズ・チェイニー、アンドリュー・グッドマン、マイケル・シュワーナー）を殺害し、リンドン・ジョンソン大統領がFBIに対KKK作戦を命じて郡保安官や副保安官を含む21名を逮捕させた事件は、公民権運動における重要な出来事のひとつとなった。
KKKの全国的な影響力は大幅に低下したものの、その後も形を変えて細々と生き長らえ、現在もなお幾つかの分派が活動を続けている。
現在存在する比較的規模の大きいKKK団体：
- Bayou Knights of the Ku Klux Klan－テキサス州、オクラホマ州、アーカンソー州、それにルイジアナ州などアメリカ南東部を拠点に活動するKKK
- Church of the American Knights of the Ku Klux Klan
- Imperial Klans of America
- Knights of the White Kamelia
- Knights of the Ku Klux Klan－現在アメリカに存在する最大のKKK団体だと自称している

これ以外にも数多くの小規模なKKK系の団体が存在する。2005年時点での推定では約3,000人のメンバーが100～158あるKKK系の団体に所属していたとされる。このうち2/3の団体が旧南部を拠点にしており、残りの1/3は中西部を拠点にしている。
アメリカのメディアでは未だにKKKとして統一団体のように紹介されるが厳密に言えばKKKの全国組織は前述のように1927年の時点で崩壊している。現存するKKK系の団体に横のつながりはほとんどなく（組織によってはライバル意識すらある場合がある）、中央組織のようなものも存在しない。しかし一方で、徹底した地下組織化による中央組織・連絡協議会的組織の温存の疑いや、点在する表面上の小組織の細胞組織化（アルカーイダ系各種テロ組織やネオナチ各種団体を例にとれば分かる通り、一部組織の違法活動発覚で組織全体が芋づる式に検挙される危険性の回避に役立つ）工作の疑いも持たれ続けている。
現在アメリカでは、オハイオ州などでImperial Klans of America（通称IKA）が活発に活動を行っているとされている。
2006年2月20日付けのCNNニュース「Headline prime」の特集によると、IKAは現在若い世代に世代交代し（リーダーが20代）、KKKの主流として台頭していると言う。活動の活発化のバックグラウンドとして、ここ5年でアメリカのヘイトクライム予備軍の数は600から800へと急増しているということを挙げていた。それに伴い構成員の人数も2000年の3,000人から8,000人へと急増している。同じく人種差別を行う事からナチスを模倣するようになってきている（敬礼方法が左手を開いて前に出す等）。従来のKKKと異なる点は、破壊活動や暴力など違法行為を認めていない点である。IKAの本部はケンタッキー州にあるが、全米各地に支部を設けている。
2007年、ユダヤ人団体「名誉毀損防止同盟（ADL）」は、「KKKの活動が再び活発化しており、南部以外の州にも勢力を伸ばしつつある、ネオナチ・グループと手を結んでいる」と警告する報告書を公表した。KKKが移民問題や同性結婚、都市犯罪などを活用して、「驚くべき『復活』を経ている」と強調した。ただしADLという組織に関しては、1968年に起きたミシシッピー州のADL職員の自宅爆破未遂事件が、ADLがKKKリーダーを買収して実行させた狂言テロであったことが「ロサンゼルス・タイムズ」のスクープで暴露されるなど、多くの虚偽や違法行為に抵触してきた団体であることに注意する必要がある。
2017年時点において、KKK系活動家の中には、ドナルド・トランプの不法移民に対する厳しい態度・政策に支持を表明する者もいる。

### アメリカ合衆国以外のKKK

#### イギリス
近年ではイギリスにおいても派生団体が誕生した。しかし、イギリスにおけるKKKは非常に小さな運動にしかなっておらず、イギリス社会への影響力は小さいとされる。

#### ドイツ
ドイツでは、KKK関連のグループである「燃えるような十字架の騎士」（Ritter des Feurigen Kreuzes）が1920年代に設立された。ナチスがドイツで政権を獲得した後、同グループは解散し、そのメンバーはナチスや親衛隊に加わった。

## 関係者
- ウォレン・ハーディング
- ハリー・S・トルーマン

## KKKが主題の作品
- アメリカン・ヒストリーX
- トワイライトゾーン/超次元の体験 第1話 偏見の恐怖
- 國民の創生
- ポーキーズ2 （Porky's II: The Next Day）
- プレイス・イン・ザ・ハート
- ボウリング・フォー・コロンバイン
- マルコムX
- フォレスト・ガンプ/一期一会
- 少年時代
- サウスパーク
- チェンバー/凍った絆
- 評決のとき
- ミシシッピー・バーニング
- クランスマン (The Klansman)
- オー・ブラザー!
- 悪魔の追跡（劇中のカルト集団は KKK を暗喩したものと言われている）
- 背信の日々
- フライド・グリーン・トマト
- ルーツ
- ストーンオーシャン（ジョジョの奇妙な冒険 Part6）
- バッドボーイズ 2バッド
- オレンジの種五つ
- PLUTO
- BILLY BAT
- フォー・リトル・ガールズ（英語版） - 1963年9月に起きた、アラバマ州バーミングハムの「16番街バプテスト教会爆破事件」（16th Street Baptist Church bombing）を基にしたスパイク・リーのノンフィクション。黒人の少女4人が犠牲になった事からこの題名が付いている。
- クリミナル・マインド 9 FBI行動分析課 第9話 奇妙な果実
- ラモーンズ -「The KKK took my baby away」という、曲がある
- マッドバウンド 哀しき友情
- ブラック・クランズマン
- ベスト・オブ・エネミーズ -価値ある闘い-